# Harmonija disonance
Harmonija disonance vokalni je ansambl koji je započeo s djelovanjem 2016. godine kao projekt na Muzičkoj akademiji Sveučilišta u Zagrebu.
Članice ansambla su: Magdalena Cvitan, Jana Radić Franić, Hana Zdunić, Marta Cvitan, Mira Crnčić, Francesca Paleka, te Katarina Mandić.
Ansambl je sudjelovao na Dori 2023. s pjesmom "Nevera (Lei, lei)" i osvojio drugo mjesto sa 155 bodova.